# 赤い雄牛亭 (ハイデルベルク)
赤い雄牛亭(Zum Roten Ochsen)は、ドイツ、ハイデルベルクの最も伝統的な学生酒場の一つである。建物は、重要文化財(Denkmalschutz)の指定を受けている。 

## 歴史
建物は元々は、別々の2つの建造物であった。東の家は1703年の建築で、西の家は1724年の建築である。1839年にアルブレヒト・スペンゲルが複合施設を買収し、二つの建物を一体化し、1840年に西側の部分を増築され、赤い雄牛亭を開業した。現在、このレストランはスペンゲル家の六代目によって引き続き経営されている。
赤い雄牛亭は、ハイデルベルクの旧市街で最も重要な通りであるハウプト通りの東半分に位置している。建物の西側の部分には、バロック様式の耳窓( Ohrenfenster)と切妻屋根のある3階建てがある。旅館の名前は漆喰の壁に書かれている。東側の部分は2階建てでギャンブレル屋根(マンサード屋根)になっている。窓の間には、赤い雄牛の頭を描いた看板がかかっている。店の内装は建築当時の面影を残している。2014年に、ハイデルベルク大学のアーカイブは、後世のためにそれらを保存するために、学生生活の多数の写真と証言をカタログ化して保存することを始めた。
ビールジョッキや歴史的な写真を備えた歴史的な家具調度に加えて、この店のご自慢は、夜毎にドイツ民謡や学生歌を演奏するピアノである。

## 文献
- Melanie Mertens, Landesamt für Denkmalpflege (Herausgeber): Denkmaltopographie Bundesrepublik Deutschland, Kulturdenkmale in Baden-Württemberg, Bd. II.5.1, Stadtkreis Heidelberg. Thorbecke-Verlag, Ostfildern, 2013, S. 282f. ISBN 978-3-7995-0426-3

## 映画
- Gastronomische Zeitreise – „Zum Roten Ochsen“ in Heidelberg. Dokumentarfilm, Deutschland, 2015, 25 Min., Buch und Regie: Eberhard Reuß, Produktion: SWR, Reihe: Geschichte im Südwesten, Erstsendung: 6. Januar 2015 bei SWR, Inhaltsangabe von ARD und online-Video verfügbar bis 23. März 2017.